# Lee-On-Solent Challenger 1982
Il Lee-On-Solent Challenger 1982 è stato un torneo di tennis facente parte della categoria ATP Challenger Series nell'ambito dell'ATP Challenger Series 1982. Il torneo si è giocato a Lee-On-Solent in Gran Bretagna dal 10 al 16 maggio 1982 su campi in terra rossa.

## Vincitori

### Singolare
Brent Pirow ha battuto in finale  Derek Tarr con il punteggio di 6–7, 6–4, 6–1

### Doppio
Danie Visser /  Tian C. Viljoen hanno battuto in finale  Derek Tarr /  Schalk Van Der Merwe con il punteggio di 6–1, 1–6, 6–3